# نقطة وصول لاسلكي

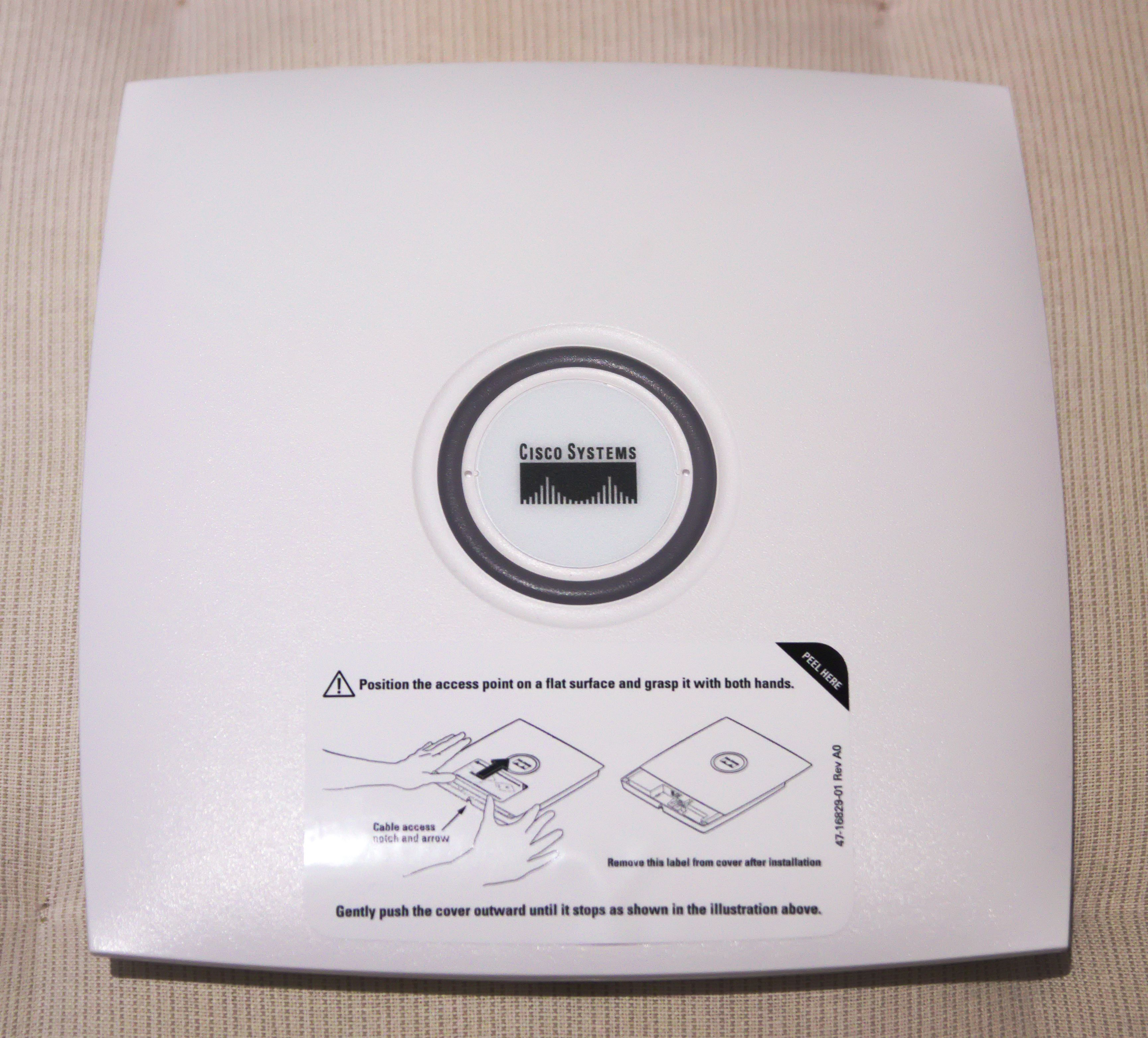
نقطة وصول لاسلكية Cisco Aironet.

نقطة الوصول اللاسلكي (بالإنجليزية: Wireless Access Point اختصاراً WAP)‏ هي جهاز يقوم بوصل الأجهزة اللاسلكية ليشكل ما يُسمّى بالشبكة اللاسلكية. تُوصَل نقطة الوصول اللاسلكية عادة بشبكة سلكية، لتحقق التواصل بين الأجهزة السلكية من جهة واللاسلكية من جهة أخرى. يمكن أيضا لعدة نقاط وصول لاسلكية أن تتصل مع بعضها البعض لتُشكّل شبكة أكبر مما يسمح للأجهزة اللاسلكية بالبقاء متصلة في مساحة أوسع.
نقاط الوصول اللاسلكية هيَ نقاط يتم إنشائها في الشبكة المحلية اللاسلكية وتعملُ وكأنها مستقبل ومرسل للإشارات اللاسكية الراديوية [الإنجليزية]. تكونُ هذه النقاط صغيرة عند استخدامها في المنازل والشركات الصغرى بمعزلٍ عن الأجهزة التي تحوي كروت الشبكة بالإضافة إلى الهوائي والمرسل للإشارة الراديوية. يمكن لنقاط الدخول الحديثة خدمة أكثر من 255 زبونًا؛ كما أنّ نقطة الوصول تدعم معايير الاتصال اللاسلكي بما في ذلك الواي الفاي هذا عدى عن تمتعها بعنوان إنترنت خاص بها من أجل الإعدادات.

## الاتصال

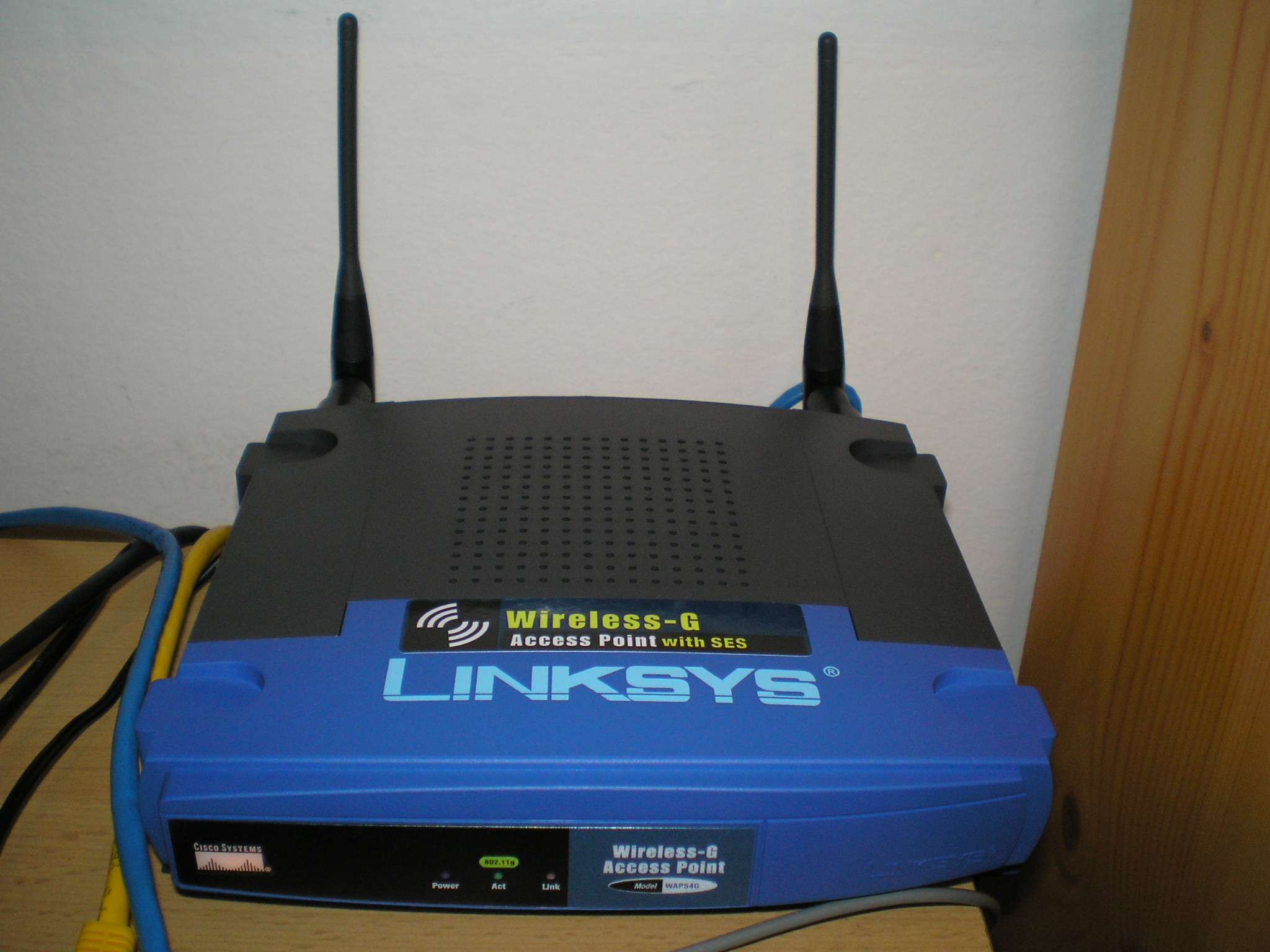
راوتر لاسلكي

تتصلُ نقطة الوصول مباشرةً بشبكة محلية سلكيّة عادةً ما تكونُ الإيثرنت ثم يوفر نقطة الوصول من جديد اتصالات لاسلكية باستخدام تقنية الشبكة المحليّة اللاسلكية والتي عادةً ما تكونُ عبارة عن واي فاي يُمكّن الأجهزة الأخرى من استخدام هذا الاتصال السلكي. في الواقع؛ تدعمُ نقاط الوصول اتصال أجهزة لاسلكية متعددة من خلال اتصالها السلكي الواحد.

## الشبكة المخصصة
يخلط الكثير من الأشخاص بين نقاط الوصول اللاسلكية وبينَ الشبكات اللاسلكية المخصصة. تستخدمُ هذه الأخيرة اتصالًا بين جهازين أو أكثر دون الحاجة لنقطة وصول لاسلكية حيثُ تتواصل الأجهزة مباشرة عندما تكون في النطاق؛ ونظرًا لإعداداتها السهلة نوعًا ما وعدم حاجتها لنقطة وصول فعادةً ما يتمّ استخدام الشبكة المخصصة عندَ الحاجة لللتبادل السريع للبيانات أو في ألعاب الفيديو الجماعية. لدى الاتصال بالإنترنت باستعمالِ الشبكات المخصصة عددٌ من الميزات مثلَ ميزة «مشاركة اتصال الإنترنت في مايكروسوفت ويندوز» والذي يسمحُ لعددٍ صغيرٍ من الأجهزة القريبة من بعضها البعض بالاتصال بالشبكة المخصّصة لكنّ أحد عيوبها هو تلاقي حركة المرور على الإنترنت مع العُقد عندَ الاتصال المباشر بالإنترنت مما قد يُبطء من السرعة بشكلٍ عام. في المُقابل؛ تُعدّ نقاط الوصول أفضل من حيثُ السرعة والأداء ومن حيثُ الميزات الواضحة فهي تخلقُ شبكة محلية – عادةً ما تكونُ سلكيّة – تُمكّن الأجهزة القريبة منها من الاتصال بها دون التأثير على سرعة النت ودون تداخل العُقد فيما بينها.

## المُحدِّدات
يُوصى عمومًا بأن تعتمدُ نقاط الوصول على آي تربل إي 802.11 والذي تستضيفُ ما بينَ 10 إلى 25 عميلًا، ومع ذلك فيُمكن أن يختلف الحد الأقصى لعدد العملاء حيث تستطيع نقطة الوصول دعمهم بشكل كبير اعتمادًا على عدة عوامل مثلَ كثافة بيئة العميل والإنتاجية المرغوبة وما إلى ذلك كما يختلفُ العدد الأقصى للعملاء حسبَ عدّة متغيرات مثل التموضع الداخلي أو الخارجي، الارتفاع فوق سطح الأرض، العوائق القريبة والأجهزة الإلكترونية الأخرى التي قد تتداخل إشاراتها مع إشارة البث بالإضافةِ إلى نوع الهوائي والطقس وتردد الراديو وهكذا. يمكن لمُصمِّمي الشبكات توسيع نطاق نقاط الوصول من خلال استخدام أجهزة التكرار والتي تُضخّم إشارة الراديو أو استخدام العاكسات التي ترتد الإشارة عليها.
في الظروف التجريبية؛ وُجد أن الشبكات اللاسلكية تعملُ عَبر مسافات تبلغ عدة مئات من الكيلومترات، وعلى الرغمِ من ذلك فإن معظم المدن تحتوي على عددٍ محدود من الترددات المتاحة قانونيًا لاستخدامها بواسطة الشبكات اللاسلكية لذا فإنّ نقاط الوصول المجاورة تستعملُ ترددات – أو قنوات – مختلفة من أجل تجنب التداخل بين النظامين المجاورين. في الحقيقة؛ يُمكن للأجهزة اللاسلكية «الاستماع» لحركة البيانات على ترددات أخرى ويمكنها في نفس الوقت التبديل بسرعة من تردد إلى آخر لتحقيق استقبال أفضل. ومع ذلك؛ فإن العدد المحدود للترددات يُصبح مشكلة خاصّة في المدن الكبرى التي تتواجدُ بها نقاط وصول متعددة ومختلِفة ما يتسبّب في تداخل البيانات التي قد تؤدي بطريقةٍ من الطرق إلى حدوث تسرب للبيانات أو أخطاء في نقلها.
في السابق؛ كانت الشبكات اللاسلكية تتسبّبُ في تعطيل الشبكات السلكية حيث «تُسيطر» على عرض نطاقها الترددي ومعدّل الإنتاجية لكنّ الأمور تحسّنت منذ عام 2013 حيث أُدخلت على الشبكات اللاسلكيّة عدّة تعديلات مكّنتها من تفادي التداخل مع شبكات أخرى بالإضافة إلى زيادة سرعة النت التي وصلت في الظروف العاديّة إلى حوالي 240 ميجابت/ثانية. تتمثلُ إحدى العوائق التي تّحول دون زيادة سرعة الاتصالات اللاسلكية عندَ استخدام الواي-فاي في الوسيط المُشتَرك حيث أن البيانات تُرسل مرتين في نقطة الوصول؛ الأولى من المُرْسِل إلى نقطة الوصول نفسها والثانية من نقطة الوصول إلى المُتلَقّي. تؤدي هذه العمليّة إلى تقليلِ النطاق الترددي إلى النصف تقريبًا بحيثُ لا تَتمكّن نقطة الوصول من استخدام سوى أقل من نصف معدل البث الفعلي لنقل البيانات، وبالتالي فإن الاتصال اللاسلكي بسرعة 54 ميجابت/ثانية مثلًا يحملُ في الحقيقة حزمة بروتوكولات بسرعةٍ تَتراوح من 20 إلى 25 ميجابت/ثانية لا غير..

## الأمان
للوصول اللاسلكي اعتبارات أمنية خاصة؛ على اعتبار أنّ العديد من الشبكات السلكية تُركّز على تمكين المستخدم منَ التحكّم بالشبكة والوصول الفعلي لكافّة خصائصها «مُهمِلةً» الأمان بفضلِ «ثقة» الشبكة بجميع المستخدمين ما يجعلها «فريسة سهلة» للاختراق من قِبل الذي يوجدون داخل نطاق التردد. يُعدّ الحل الأكثر شيوعًا لتفادي مشكلة الاختراقات هذه هوَ تشفير حركة المرور اللاسلكية؛ علمًا أنّ نقاط الوصول الحديثة تأتي مع تشفير مدمج وذلك بعدما أثبت نظام التشفير من الجيل الأول والذي يُعرف باسمِ الخصوصية المكافئة للشبكات السلكية (مشهورٌ أكثر باسمِ WEP) أنه من السهل اختراقه على عكسِ نظامي التشفير من الجيل الثاني (WPA) ونظام التشفير من الجيل الثالث (WPA2) اللذان يُعتبرانِ آمنان إلى حدٍ ما مقارنة بالجيل الأوّل، وتزيدُ نسبة الأمان هذه كلما استُخدمت كلمة مرور قويّة يصعبُ تخمينها أو تهكيرها.
تدعمُ بعض نقاط الوصول مصادقة نمط نقطة الاتصال باستخدام خدمة مصادقة عن بعد لمستخدم طلب هاتفي وخوادم المصادقة الأخرى. بشكلٍ عام فإن الآراء حول أمان الشبكة اللاسلكية تختلفُ على نطاق واسع؛ فعلى سبيلِ المثال لا الحصر وردَ في مقالٍ نُشر عام 2008 في مجلة وايرد أنّ شبكات الواي فاي المفتوحة أفضلُ من نظيراتها وهي الفكرة التي دعمه فيها بيتر إكرسلي من مؤسسة الجبهة الإلكترونية في عام 2014. في المُقابل؛ يرى نيك ميدياتي العكس تمامًا حيثُ كتب في مقالٍ نُشر على موقع بي سي وورلد أنّ نقاط الوصول اللاسلكيّة والمحميّة بكلمة مرور تظل الأفضل من حيثُ الأمان.